# Stained Class
Stained Class (с англ. — «Испачканный класс») — четвёртый студийный альбом британской хеви-метал-группы Judas Priest, вышедший в 1978 году. За песню «Exciter» группу стали называть «дедами трэш-метала».

## Значение
В марте 2024 года американский онлайн-ресурс Loudwire опубликовал обновлённый рейтинг дискографии группы из 19 студийных альбомов и разместил этот диск в нём на третьем месте.

## Список композиций
1. «Exciter»
2. «White Heat, Red Hot»
3. «Better by You, Better Than Me[англ.]» (Spooky Tooth Cover)
4. «Stained Class»
5. «Invader»
6. «Saints in Hell»
7. «Savage»
8. «Beyond the Realms of Death»
9. «Heroes End»

### Бонусы переиздания 2001 года
1. «Fire Burns Below» —сессии Ram It Down
2. «Better by You, Better Than Me» - концертная запись выступления на Foundations Forum в Лос-Анджелесе, 13 сентября 1990 года

## Участники записи
- Роб Хэлфорд — вокал
- Гленн Типтон — гитара
- Кей Кей Даунинг — гитара
- Иэн Хилл — бас-гитара
- Лес Бинкс — ударные

## Сертификации
| Регион                                                      | Сертификация | Продажи  |
| ----------------------------------------------------------- | ------------ | -------- |
| США (RIAA)                                                  | Золотой      | 500 000^ |
| ^ Данные о тиражах приведены только на основе сертификации. |              |          |